# Єрмаков Костянтин Анатолійович
Єрмаков Костянтин Анатолійович (нар.1976) — майстер спорту України міжнародного класу з греко-римської боротьби, заслужений майстер спорту України з сумо, член національної збірної України з греко-римської боротьби та національної збірної України з сумо, мічман Збройних сил України.
Чемпіон світу з сумо 2012 року. Костянтин Єрмаков завоював титул чемпіона світу під час світової першості у Гонконгу.